# Pierwszy krok w chmurach
Pierwszy krok w chmurach – zbiór opowiadań Marka Hłaski wydany w 1956 w Warszawie przez Spółdzielnię Wydawniczą „Czytelnik”. Tom stanowił polemikę z estetyką socrealizmu, cieszył się popularnością czytelniczą i uznaniem recenzentów, został wyróżniony nagrodą Polskiego Towarzystwa Wydawców Książek.

## Charakter tomu
Opowiadania Hłaski charakteryzują się odmiennością od schematów prozy socrealistycznej – zamiast typowych dla niej bohaterów, będących częścią zgranego kolektywu i definiujących się poprzez uczestnictwo w zbiorowości, w prozie Hłaski występują bohaterowie indywidualni, dramatycznie przeżywający swoje emocje i stawiający je ponad sprawami zbiorowymi. Bohaterowie ci poszukują oparcia w trwałym systemie wartości moralnych, przeżywają jednak rozczarowanie w zetknięciu z rzeczywistością, która (inaczej niż w optymistycznych utworach socrealizmu) przedstawiana jest jako skażona, pozbawiona miejsca na nadzieję i szczęście. Odmienna jest także przestrzeń, w których rozgrywa się akcja utworów – proza socrealistyczna akcentowała zazwyczaj urodę odbudowującej się po wojnie i piękniejącej Polski, u Hłaski natomiast otoczenie jest nieprzyjazne, biedne i przygnębiające; cechy te podkreśla często pogoda – w opowiadaniach Pierwszego kroku w chmurach zazwyczaj pada deszcz, a jeśli pojawia się słońce, to jego światło wyostrza jedynie brzydotę przestrzeni. Zanegowana zostaje również wartość pracy i współdziałania kolektywu – praca jest dla bohaterów Hłaski źródłem męczarni i przygnębiającej monotonii, a inni ludzie – nieszczęść i rozczarowań. Obszarem polemiki z socrealizmem jest w Pierwszym kroku w chmurach także język – zamiast oficjalnego języka propagandy pojawia się mowa potoczna, gwara środowiskowa, mowa proletariatu i wulgaryzmy. Język władzy, tchnący optymizmem i złożony ze sloganów jest kompromitowany jako fałszywy – w Odlatujemy w niebo entuzjastyczne informacje o locie człowieka na księżyc skontrastowane są z gorzkim monologiem bohatera o trudnościach życia we współczesnej Polsce, a w Robotnikach optymistyczna relacja spikera radiowego zostaje przerwana przez przekleństwo jednego z bohaterów.
Od charakterystyki tej odbiega jedynie zawarte w tomie opowiadanie Baza Sokołowska, stanowiące realizację socrealistycznego schematu.

## Zawartość
- Dom mojej matki
- Robotnicy
- Okno
- List
- Finis perfectus
- Dwaj mężczyźni na drodze
- Baza Sokołowska
- Żołnierz
- Kancik, czyli wszystko się zmieniło
- Pijany o dwunastej w południe
- Odlatujemy w niebo
- Pierwszy krok w chmurach
- Śliczna dziewczyna
- Najświętsze słowa naszego życia
- Lombard złudzeń
- Pętla

## Odbiór
Pierwszy krok w chmurach od momentu opublikowania cieszył się dużym zainteresowaniem krytyków. Większość recenzentów była do debiutanta nastawiona pozytywnie i chwaliła go za odejście od fałszywego optymizmu, prezentowanego w literaturze socrealistycznej, poświęcenie twórczości indywidualnemu, pojedynczemu człowiekowi i zawarte w jego prozie poszukiwania moralne. Hłaskę określano mianem głosu pokolenia, przypisywano mu także zadanie odnowienia literatury polskiej i nazywano go tej literatury "prorokiem". Andrzej Kijowski napisał w Głosie pokolenia, że jest to debiut na miarę Borowskiego, Dygata, Żukrowskiego. Debiut rewelacyjny, tym cenniejszy, że nastąpił w momencie, w którym najmniej należało się spodziewać czegoś nowego w literaturze. Jest to debiut z rzędu tych, które rozpoczynają nową literaturę, ponieważ w sposób doskonały reprezentują pokolenie, rozpoczynające nową epokę. Kijowski porównał bohaterów Hłaski do Juliana Sorela z Czerwonego i czarnego Stendhala, do Gustawa z mickiewiczowskich Dziadów, czy też Tadka z Pożegnania z Marią Tadeusza Borowskiego. Również Henryk Bereza wypowiadał się o zbiorze w superlatywach. Wskazał, że książka rodzi nowe, własne i na naszym gruncie odkrywcze widzenie świata. Niewątpliwie mamy tu do czynienia z eksplozją żywiołowego talentu, nie z świadomie wypracowaną koncepcją filozoficzną. Krytyk ten uznał Hłaskę za najwybitniejszego rzecznika młodego pokolenia. Michał Głowiński napisał, że Hłasko wydaje się największą indywidualnością pisarską wśród opisywanych przezeń prozaików, a każdy jego nowy utwór jest lepszy od poprzednich.
Głosy krytyczne wobec twórczości pisarza były nieliczne, a ich autorzy zarzucali mu głównie nadmierny pesymizm, wulgarność, epatowanie fizjologią i zbyt daleko posuniętą negację. W 1958 roku Pierwszy krok w chmurach został wyróżniony nagrodą Polskiego Towarzystwa Wydawców Książek. Cieszył się także dużą popularnością czytelniczą – w marcu 1957 i styczniu 1958 roku książka została wznowiona w podwojonym nakładzie. Książka została także stosunkowo szybko przełożona na liczne języki europejskie oraz na języki: hebrajski, koreański i esperanto.